# Прокоио (Рим)
Прокоио је насеље у Италији у округу Рим, региону Лацио.
Према процени из 2011. у насељу је живело 23 становника. Насеље се налази на надморској висини од 7 м.